# Neoseiulus brevispinus
Neoseiulus brevispinus är en spindeldjursart som först beskrevs av Rodney Kennett 1958.  Neoseiulus brevispinus ingår i släktet Neoseiulus och familjen Phytoseiidae. Inga underarter finns listade i Catalogue of Life.